# 飯田経夫
飯田 経夫（いいだ つねお、1932年9月27日 - 2003年8月4日）は、日本の経済学者。名古屋大学名誉教授。大平内閣ではブレーンを務め、政府税制調査会委員、人事院参与などを歴任した。

## 来歴・人物
大阪府出身。愛知県立津島高等学校を経て、名古屋大学経済学部卒業。塩野谷九十九ゼミナールに所属し、塩野谷ゼミの同級生には十六銀行頭取、代表取締役会長を務めた清水義之、後輩には水谷研治がいる。
1963年から2年間、イギリスへ留学。同年9月、名古屋大学より経済学博士を取得。論文は「経済成長と二重構造」。
名古屋大学経済学部長、国際日本文化研究センター教授、中部大学教授を歴任。専攻は理論経済学。独自の視点から見た日本経済論や経済思想史の著作が数多く、論壇で活躍した。1980年、「高い自己調整能力を持つ日本経済」で第1回石橋湛山賞受賞。1998年、紫綬褒章受章。1997年1月に「新しい歴史教科書をつくる会」が設立されると、賛同者に名を連ねた。
1978年から大平内閣のブレーンを務め、財政制度等審議会委員等のほか、1987年から政府税制調査会委員を、1995年から人事院参与を歴任するなどした。後年には十六銀行社外監査役も務めた。2003年8月4日、死去。

## 著書
- 『経済成長と二重構造』東洋経済新報社 1962 (金融問題研究会モノグラフ)
- 『経済成長モデルと経済発展 方法論的反省の試み』アジア経済研究所 1971 (アジアを見る目)
- 『日本経済の体質と構造』日本経済新聞社 1972
- 『援助する国される国』日本経済新聞社 1974 (日経新書)　「鏡のなかの「豊かさ」」ちくま文庫 解説:竹内宏
- 『日本的力強さの再発見 日本経済論の"常識"を正す』日本経済新聞社 1979.4
- 『私の経済学批判』（東洋経済新報社・選書）1979　「経済学は役に立つか」ちくま文庫 解説:井尻千男
- 『「豊かさ」とは何か－現代社会の視点』（講談社現代新書）1980
- 『日本的活力社会の構図』 日本経済新聞社 1981.5
- 『「ゆとり」とは何か－成熟社会の生きる』（講談社現代新書）1982
- 『「豊かさ」のあとに－幸せとは何か』（講談社現代新書）1984
- 『成熟社会の行方』（筑摩書房）1985
- 『日本経済はどこへ行くのか－危うい豊かさと繁栄の中で－』（PHP研究所）1986　のち文庫
- 『日本経済ここに極まれり』（講談社現代新書）1990
- 『半径1メートルから見た日本経済 「時の勢い」か?「新しい繁栄」の始まりか? 』PHP研究所 1990
- 『経済学誕生』（筑摩書房）1991　のち学芸文庫
- 『日本経済の目標 「豊かさ」の先に生まれるものは 』PHP研究所 1993.3
- 『泣きごと言うな－反輿論的資本主義論』（NTT出版）1994
- 『アメリカの言いなりは、もうやめよ』（講談社、1995）のちPHP文庫で『「脱アメリカ」のすすめ―米国の言いなりは、もうやめよ』
- 『日本の反省－「豊かさ」は終わったか』（PHP新書）1996
- 『経済学の終わり－「豊かさ」のあとに来るもの－』（PHP新書、1997）
- 『日本経済成長の結末－飯田経済学エッセンス73～98－』（PHP研究所）1998
- 『人間にとって経済とは何か』（PHP新書）2002

## 共編著
- 賃金と物価 所得政策を中心に 日本経済新聞社 1968 (日本経済研究センター双書)
- 社会資本の政治経済学 斎藤精一郎共著 日本経済新聞社 1973
- 社会資本の経済学 山田浩之共編 有斐閣選書 1976
- 海外広報 政府と企業の緊急課題 栗坂義郎共編 有斐閣 1986.12
- 円高歓迎論 水谷研治共著 PHP研究所 1995.8
- 金融敗戦を超えて 水野隆徳共著 東洋経済新報社 1998.10

## 関連人物
- 塩野谷九十九 - 指導を受けた。
- 清水義之 - 塩野谷ゼミの同級生。
- 水谷研治 - 塩野谷ゼミの後輩。
- 梅原猛 - 国際日本文化研究センター元所長・現顧問。日文研所長時代に飯田を招聘するほか、追悼エッセイを寄せている。